# Carlotta Longo
Carlotta Longo (nascida Carlotta Bresolin; Pádua, 27 de junho de 1895 – depois de 1959) foi uma física matemática italiana, que obteve um doutorado em 1918 com uma tese relacionada à relatividade geral, e depois se tornou professora do ensino médio em Roma. Foi orientada por Tullio Levi-Civita, apresentando o que Ludwik Silberstein chamou de "investigação geometricamente elegante" da eletrostática na relatividade geral.
Seu segundo casamento foi com o ator afro-italiano Lodovico Longo, que interpretou um personagem menor no filme Harlem.